# 小野重行

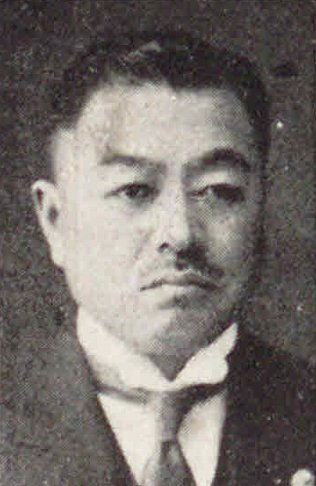
小野重行

小野 重行（おの しげゆき、1881年（明治14年）3月26日 - 1931年（昭和6年）7月30日）は、日本の衆議院議員（憲政会→立憲民政党）。神奈川県町田村長。

## 経歴
神奈川県橘樹郡町田村（潮田町、鶴見町を経て現在の横浜市鶴見区）出身。中央大学を卒業後、町田村の村長に選出された。村長として浅野造船所を誘致し、その後の工業地帯としての発展の基礎を築いた。
1920年、第14回衆議院議員総選挙に出馬し、当選。以後、4回の当選回数を数えた。